# フィリップ・ヨーク (第2代ハードウィック伯爵)

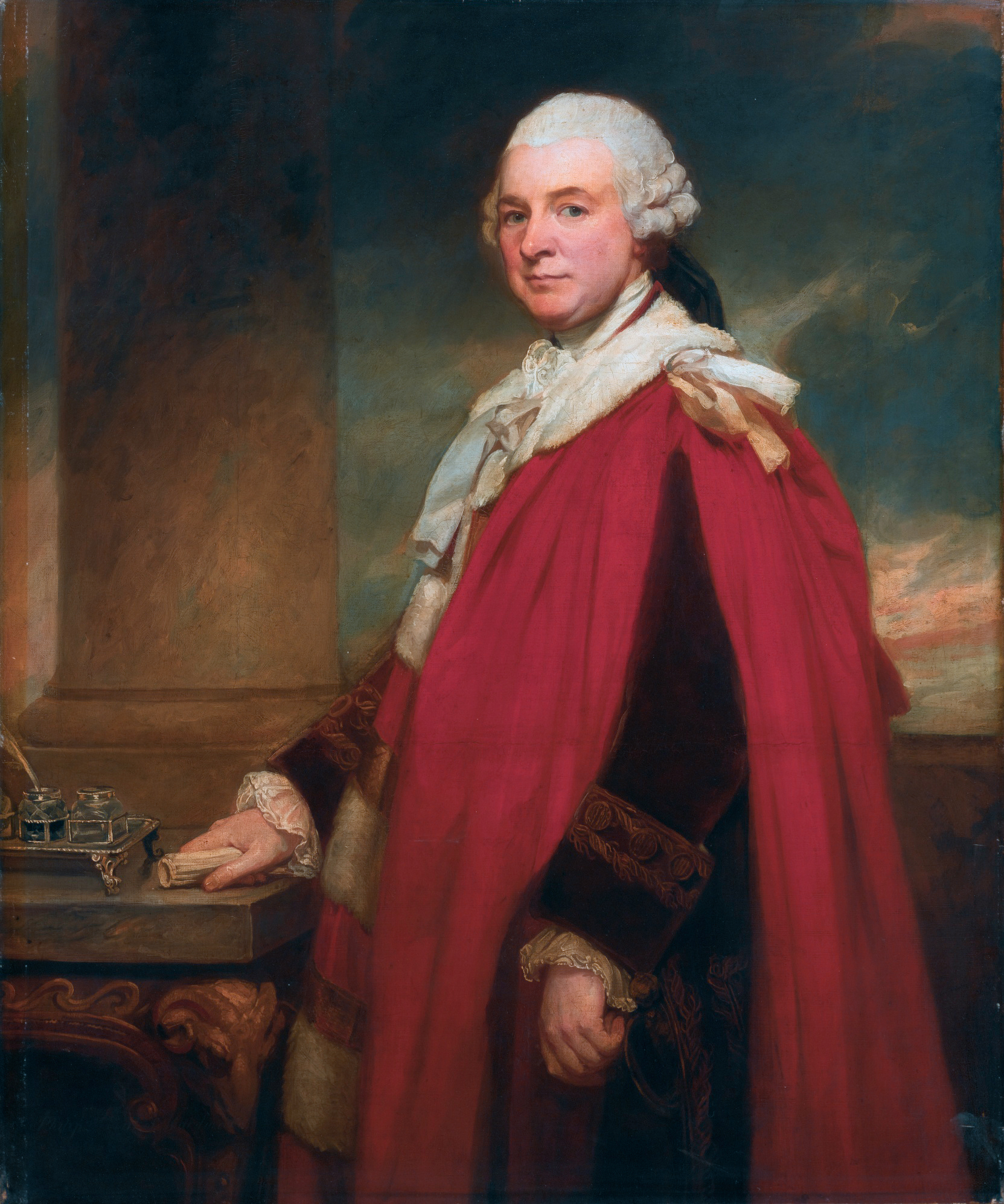
ジョージ・ロムニーによる肖像画、1779年頃。

第2代ハードウィック伯爵フィリップ・ヨーク（英語: Philip Yorke, 2nd Earl of Hardwicke FRS FSA PC、1720年3月9日 – 1790年5月16日）は、グレートブリテン王国の貴族、政治家。1754年から1764年までロイストン子爵の儀礼称号を使用した。

## 生涯

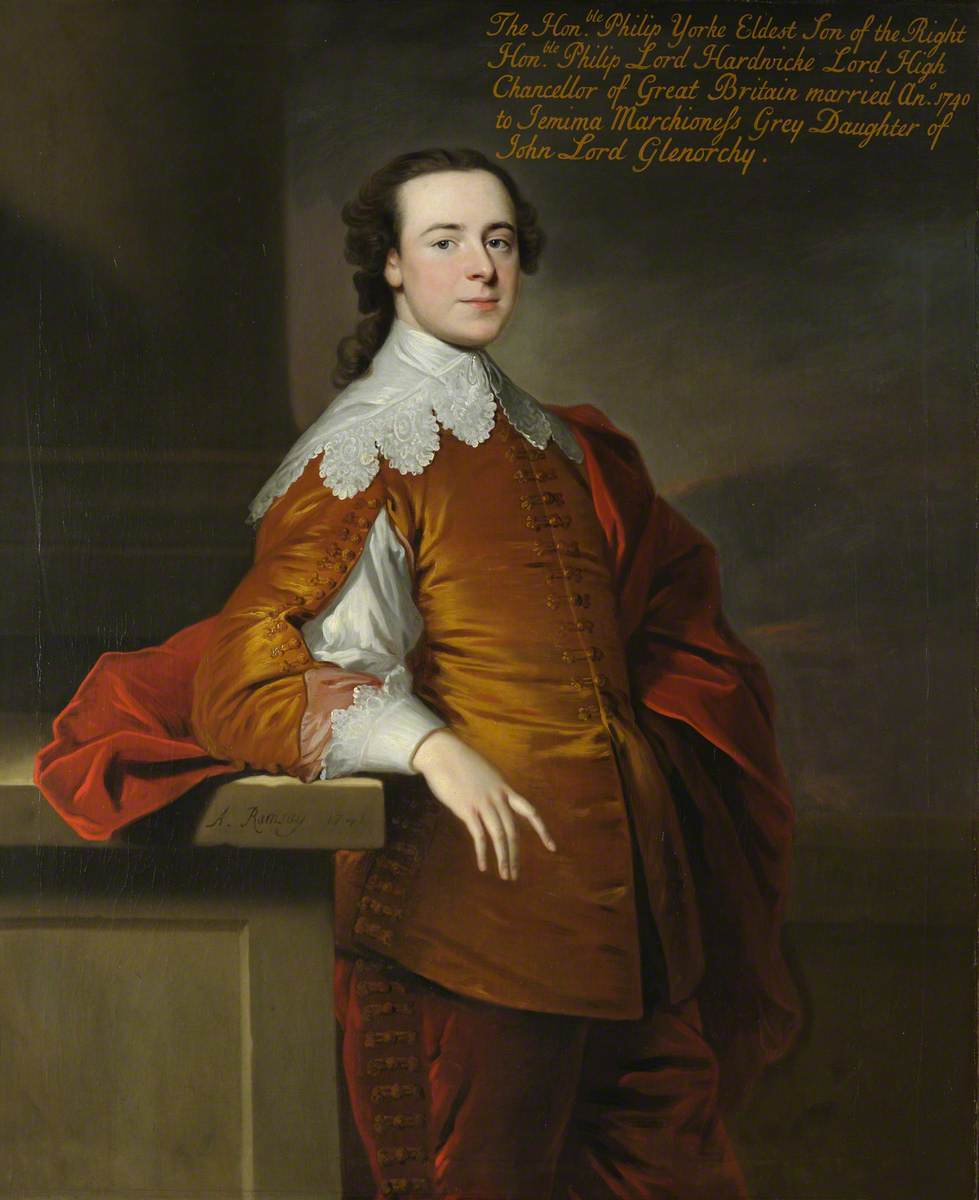
アラン・ラムゼーによる肖像画、1740年。

初代ハードウィック伯爵フィリップ・ヨークの長男として生まれ、ハックニーのニューカムズ・スクールで教育を受けた。1737年にケンブリッジ大学コーパス・クリスティ・カレッジの入学許可を得た後、1747年に正式に入学、1749年にLL.D.の学位を得る。1740年代初期に弟チャールズとともに『アシニアン・レターズ』を共作、1741年1月29日には王立協会フェローに選出された。1745年、ロンドン考古協会フェローに選出された。また、1738年から1790年まで財務省出納官を務めた。
庶民院では1741年から1747年までライゲート選挙区の議員を、1747年から1764年までケンブリッジシャー選挙区の議員を務めた。演説はあまりしなかったものの、勤勉に会議に参加して、1743年12月から1745年4月までに至っては弁論を詳細に記録したという。
1756年のミノルカ陥落、そしてジョン・ビング提督の処刑という政治危機においては父やマンスフィールド男爵とともに第1次ニューカッスル公爵内閣を弁護した。1760年12月17日、枢密顧問官に任命された。また、1757年から1790年までケンブリッジシャー統監を、1764年から1790年までケンブリッジ大学総長補佐（High Steward）を務めた。1756年から1760年まで、捨子養育院の副総裁という名誉職を務めた。

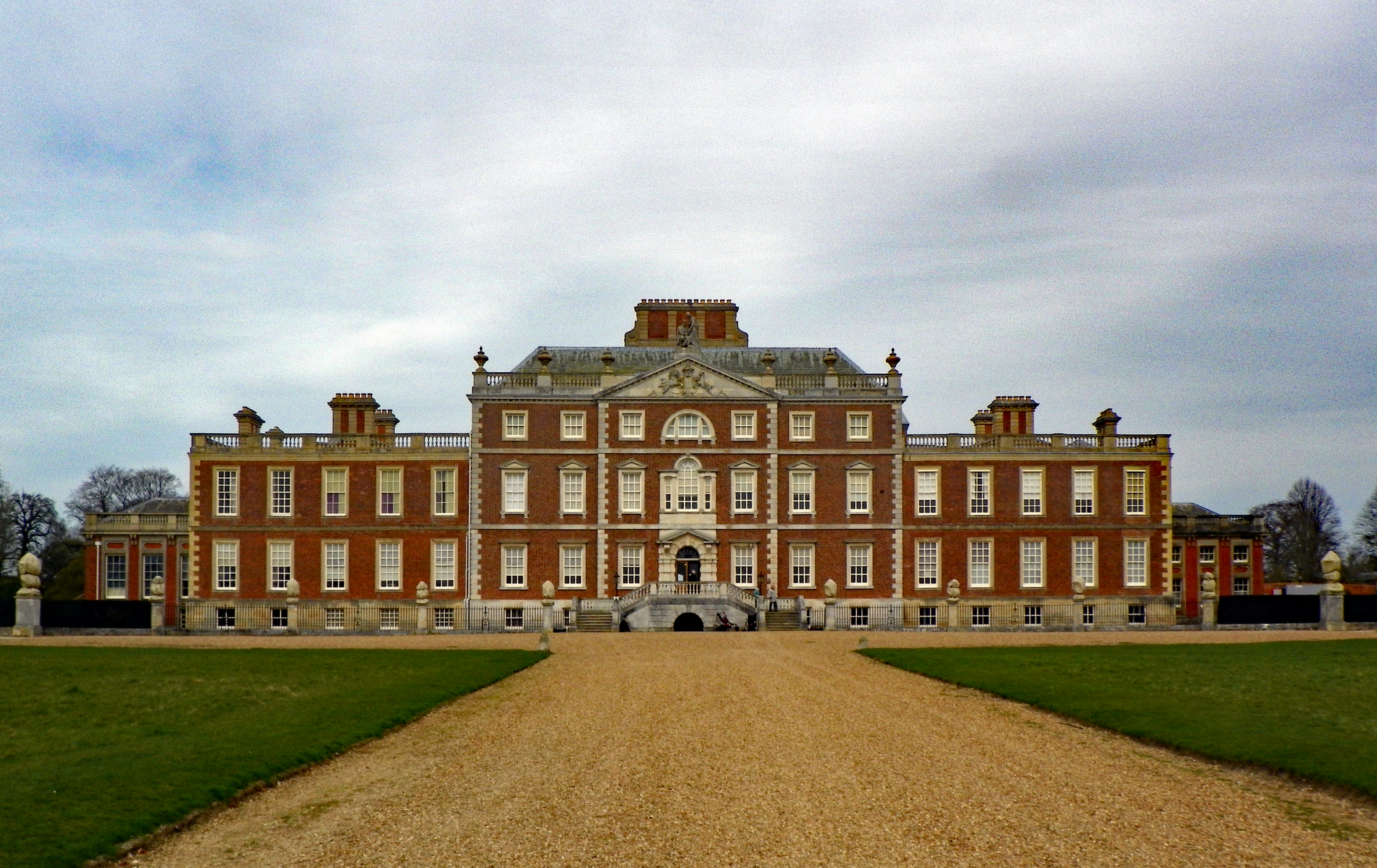
ウィンポール・ホール、2014年撮影。

1764年に父が死去すると爵位を継承した。同時にウィンポールでの領地も継承した。
政治ではロッキンガム派を支持した。1766年の第1次ロッキンガム侯爵内閣の組閣にあたって、北部担当国務大臣として入閣することを打診されたが、健康を理由に辞退、閣僚への出席にのみ同意した。以降も健康が悪かったらしく、グラフトン公爵内閣とノース内閣期は野党活動がほとんどできなかったが、ロッキンガム派は引き続き彼を信任して会合を彼のタウンハウスで開いた。
1790年5月にセント・ジェームズ・スクエアの自宅で死去、ベッドフォードシャーのフリットンで埋葬され、トーマス・バンクスによる記念碑が立てられた。爵位は弟チャールズの息子フィリップが継承した。

## 家族
1740年5月22日、ジェマイマ・キャンベル（第3代ブレドルバン＝ホランド伯爵ジョン・キャンベルの娘）と結婚、2女をもうけた。
- アマベル（1751年 – 1833年） - 初代ド・グレイ女伯爵。1772年7月16日、初代ベリックのヒューム男爵（英語版）アレクサンダー・ヒューム＝キャンベル（1750年 – 1781年）と結婚、子供なし
- メアリー・ジェマイマ（1757年 – 1830年） - 1780年8月17日、第2代グランサム男爵トマス・ロビンソンと結婚、子供あり